# Roman Hagara
Roman Hagara (* 30. April 1966 in Wien) ist ein österreichischer Segler in der Disziplin Tornado.

## Werdegang
In seiner Jugend verbrachte Roman Hagara mit seinem zwei Jahre älteren Bruder Andreas und der um einige Jahre jüngeren Schwester Claudia viel Zeit in Breitenbrunn am Neusiedler See im Wohnmobil der Eltern.
1990 erreichten die Brüder bei den Heimeuropameisterschaften in Breitenbrunn Gold und bei den Weltmeisterschaften in Medemblik Bronze.
Hagara nahm zuerst mit seinem Bruder und dann mit Wolfgang Moser an Wettkämpfen teil. Seine größten Erfolge feierte er mit Hans-Peter Steinacher, mit dem er 2000 bei den Olympischen Spielen in Sydney und 2004 bei den Olympischen Spielen in Athen Olympiasieger wurde. Sie sind das erste Team, das in dieser Disziplin zweimal in Folge den Sieg errang.  Beide starteten für den Yachtclub Zell am See.
Seit 2019 arbeitet Romand Hagara für den Österreichischen Segel-Verband; als Leiter Technologie war er wesentlich an den olympischen Erfolgen 2024 beteiligt. 

## Sportliche Erfolge
- Olympische Spiele

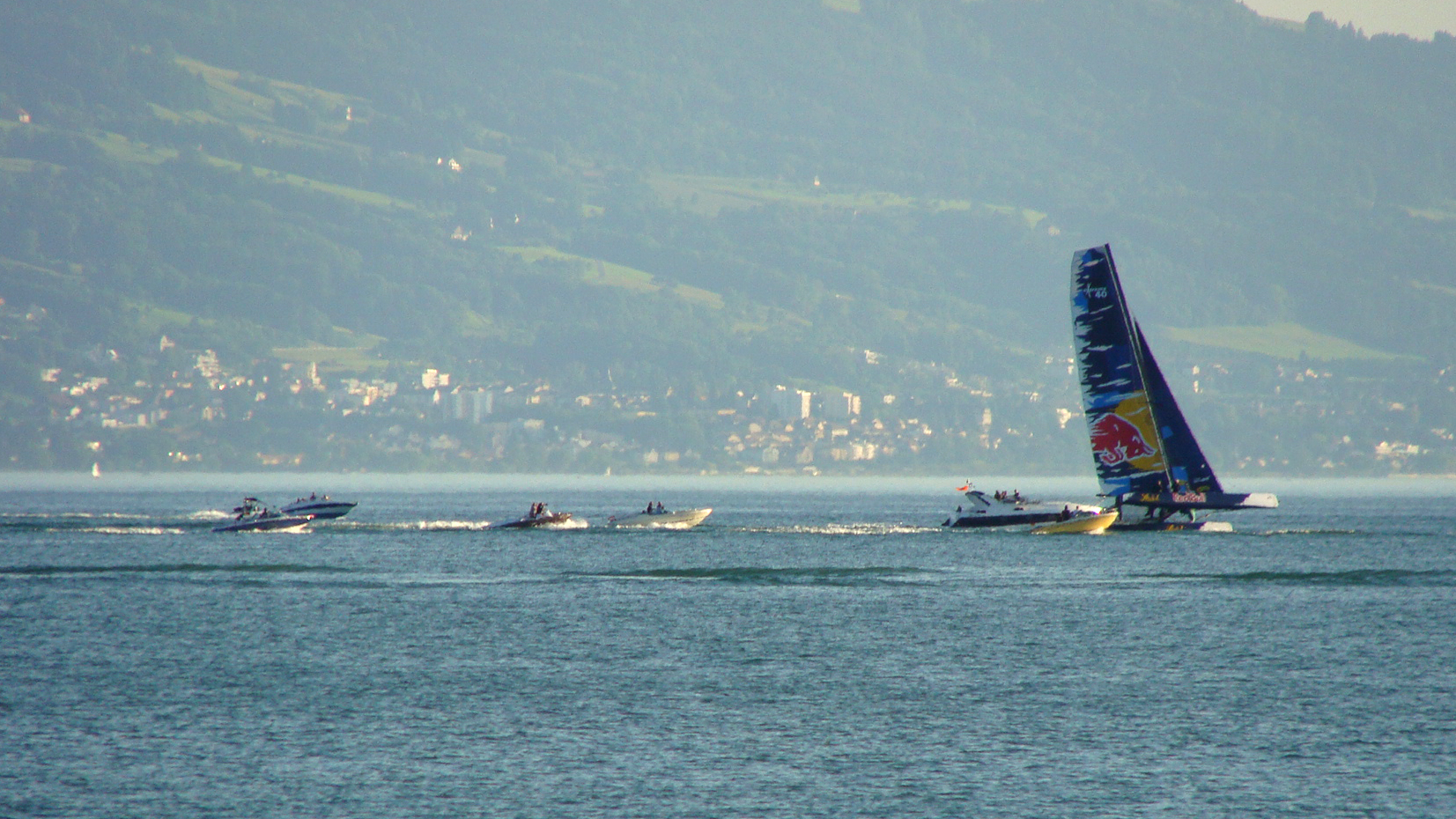
Extreme-40-Katamaran „Red Bull“ mit Roman Hagara bei der Rund um den Bodensee (Juni 2010)

  - Goldmedaille bei den Olympischen Sommerspielen 2000 in Sydney
  - Goldmedaille bei den Olympischen Sommerspielen 2004 in Athen
- Weltmeisterschaften
  - 2 × Weltmeister (1987, 1999) und 2 × Vizeweltmeister (2000, 2001)
- Europameisterschaften
  - 5 × Europameister (1990, 1997, 2000, 2001, 2006) und 2 × Vizeeuropameister (2003, 2005)

## Auszeichnungen und Ehrungen
- Goldenes Ehrenzeichen für Verdienste um die Republik Österreich (2000)
- Großes Ehrenzeichen für Verdienste um die Republik Österreich (2004)
- Ehrenbürgerschaft der Stadt Athen (Griechenland) (2005)
- Großes Goldenes Ehrenzeichen des Landes Burgenland (2023)[2][3]

## Trivia
Im April 2018 wurde von der österreichischen Post eine Sonderbriefmarke mit einem Motiv aus dem Segelsport mit Hagara und Steinacher herausgegeben.